# Roberto Ballini
Roberto Ballini (Lucca, 14 maggio 1944) è un ex ciclista su strada italiano, professionista dal 1966 al 1972.

## Carriera
Passato professionista nel 1966, ebbe una carriera breve, a causa di problemi alla gamba che lo costrinsero al ritiro a soli 28 anni, nel 1972.
Vinse solo due volte tra i professionisti, sempre nel 1969 in maglia G.B.C., alla Coppa Placci e in una tappa del Giro d'Italia di quell'anno, la Parma-Savona, anticipando i velocisti. Di rilievo i secondi posti nel Giro del Piemonte 1967 e nel Giro dell'Appennino 1968, e il quarto posto nella Milano-Sanremo 1971.
Dopo il ritiro, è diventato un apicoltore all'Isola d'Elba, arrivando a produrre centocinquanta quintali l'anno.

## Palmarès
- 1960 (dilettanti)

Gran Premio Vivaisti Cenaiesi
- 1969 (G.B.C., due vittorie)

Coppa Placci
16ª tappa Giro d'Italia (Parma > Savona)

## Piazzamenti

### Grandi Giri
- Giro d'Italia

1966: 59º
1967: ritirato
1968: 27º
1969: 73º
1970: 88º
- Tour de France

1971: 92º

### Classiche monumento
- Milano-Sanremo

1966: 35º
1967: 51º
1968: 7º
1971: 4º
- Parigi-Roubaix

1970: 16º